# Comuna Vadu Săpat, Prahova
Vadu Săpat este o comună în județul Prahova, Muntenia, România, formată din satele Ghinoaica, Ungureni și Vadu Săpat (reședința).

## Așezare
Comuna se află la poalele dealurilor Istriței, la începutul unei câmpii piemontane, în valea râului Iștău. Este străbătută de șoseaua județeană DJ102K, ce o leagă spre sud de Mizil (unde se termină în DN1B) și spre sud-vest de Fântânele, Ceptura și Urlați.

## Demografie
Componența etnică a comunei Vadu Săpat
     Români (94,83%)
     Alte etnii (0,65%)
     Necunoscută (4,52%)
Componența confesională a comunei Vadu Săpat
     Ortodocși (93,91%)
     Alte religii (0,92%)
     Necunoscută (5,17%)
Conform recensământului efectuat în 2021, populația comunei Vadu Săpat se ridică la 1.528 de locuitori, în scădere față de recensământul anterior din 2011, când fuseseră înregistrați 1.678 de locuitori. Majoritatea locuitorilor sunt români (94,83%), iar pentru 4,52% nu se cunoaște apartenența etnică. Din punct de vedere confesional, majoritatea locuitorilor sunt ortodocși (93,91%), iar pentru 5,17% nu se cunoaște apartenența confesională.

## Politică și administrație
Comuna Vadu Săpat este administrată de un primar și un consiliu local compus din 11 consilieri. Primarul, Ioan Ghinea[*], de la Partidul Național Liberal, este în funcție din 1 noiembrie 2024. Începând cu alegerile locale din 2024, consiliul local are următoarea componență pe partide politice:
|  | Partid                     | Consilieri | Componența Consiliului | Componența Consiliului | Componența Consiliului | Componența Consiliului |
|  | -------------------------- | ---------- | ---------------------- | ---------------------- | ---------------------- | ---------------------- |
|  | Partidul Național Liberal  | 4          |                        |                        |                        |                        |
|  | Partidul Social Democrat   | 4          |                        |                        |                        |                        |
|  | Partidul Mișcarea Populară | 3          |                        |                        |                        |                        |

## Istorie
La sfârșitul secolului al XIX-lea, comuna Vadu Săpat era formată dintr-un singur sat, fiind arondată plășii Cricov a județului Prahova, având 1092 de locuitori. În comună funcționa o școală și două biserici — una din 1881 și alta din 1810. În 1925, Anuarul Socec o consemnează în aceeași plasă, tot cu un singur sat în componență, având 1820 de locuitori. În 1931, a apărut și satul Ungureni, în sudul comunei.
În 1950, a fost arondată raionului Urlați din regiunea Prahova, iar în 1952, raionului Mizil din regiunea Ploiești. În 1968, județul Prahova a fost reînființat, iar comuna a fost desființată, fiind inclusă în comuna Fântânele. Ea a fost reînființată, în componența actuală, în anul 2004.

## Monumente istorice
În comuna Vadu Săpat se află biserica „Buna Vestire”-Mărășeasca (1802–1810), monument istoric de arhitectură de interes național aflat în satul Vadu Săpat, ansamblu alcătuit din ruinele bisericii propriu-zise și din zidul de incintă. Tot de interes național este și situl arheologic de la Budureasca,
aflat în zonele „la Siliște”, „Hulă” și „Puțul lui Burciu” din Vadu Săpat, unde s-au găsit urme de așezări din neolitic, din secolele al V-lea–al II-lea î.e.n. și din secolele al II-lea–al III-lea e.n., o necropolă din secolele al IV-lea–al V-lea e.n., precum și urme de așezări și necropole din Epoca Bronzului, secolele al V-lea–al VII-lea e.n. și din secolele al XVI-lea–al XVII-lea.
În rest, alte cincisprezece obiective din comună sunt incluse în lista monumentelor istorice din județul Prahova ca monumente de interes local. Opt dintre ele sunt alte situri arheologice: situl din „Valea Rea” (satul Ghinoaica), cu așezări din perioada Latène și din secolele al V-lea–al VII-lea e.n.; situl din partea de sud a văii Scheii, de la confluența Liciului cu Scheianca (același sat), unde s-au găsit așezări din neolitic (cultura Boian) și eneolitic (cultura Gumelnița), precum și o necropolă din Epoca Bronzului; așezarea din neoliticul timpuriu (cultura Starčevo-Criș) aflată „la Persu” (tot satul Ghinoaica); așezarea din secolele al IV-lea–I î.e.n. „dinspre Șapte Plopi - la Misica” (satul Vadu Săpat); situl de „la Floreasca” (același sat) cu așezări din neoliticul timpuriu (cultura Starčevo-Criș) și din Epoca Bronzului; situl de „la Dovâncescu” (Vadu Săpat) cu așezări din secolele al V-lea–al VII-lea și al VIII-lea–al X-lea; situl de la „Cotul Malului” (tot satul Vadu Săpat) cu așezări din aceleași două perioade; așezarea din secolele al II-lea î.e.n.–I e.n. de la „Combinatul de Vinificație”; și așezarea din Epoca Bronzului (cultura Monteoru) de „la Stănescu”. Altele șase sunt clasificate ca monumente memoriale sau funerare, diverse cruci de pomenire din piatră: una din 1742 aflată la intrarea în biserica „Cuvioasa Paraschiva”; alta din 1722 aflată la marginea de nord-vest a satului Ghinoaica; două aflate în grădina lui Nicolae Cătescu din Ungureni — una din secolul al XIX-lea și alta din 1732 —; una din 1635, aflată „la Greci”; și una din 1694, strămutată pe proprietatea lui Nicolae Guțu, la cramă (ambele în satul Vadu Săpat). Ultimul obiectiv, clasificat ca monument de arhitectură, este biserica „Cuvioasa Paraschiva” (1804) din Ghinoaica.